# 果香菊
果香菊（学名：Chamaemelum nobile），也稱為羅馬洋甘菊，为菊科果香菊属下的一个种。与德國洋甘菊一样可以被药用。

## 特征

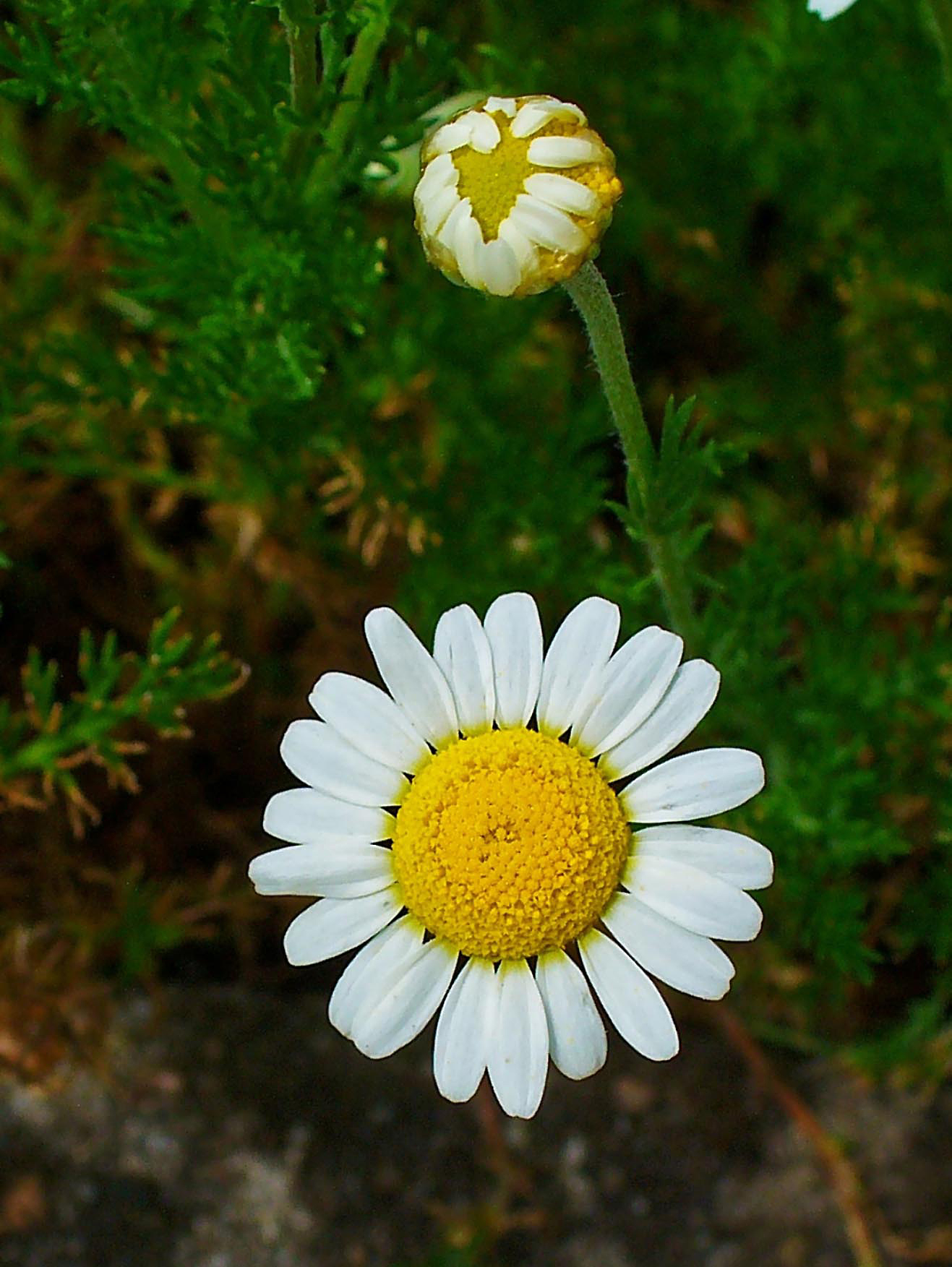
花

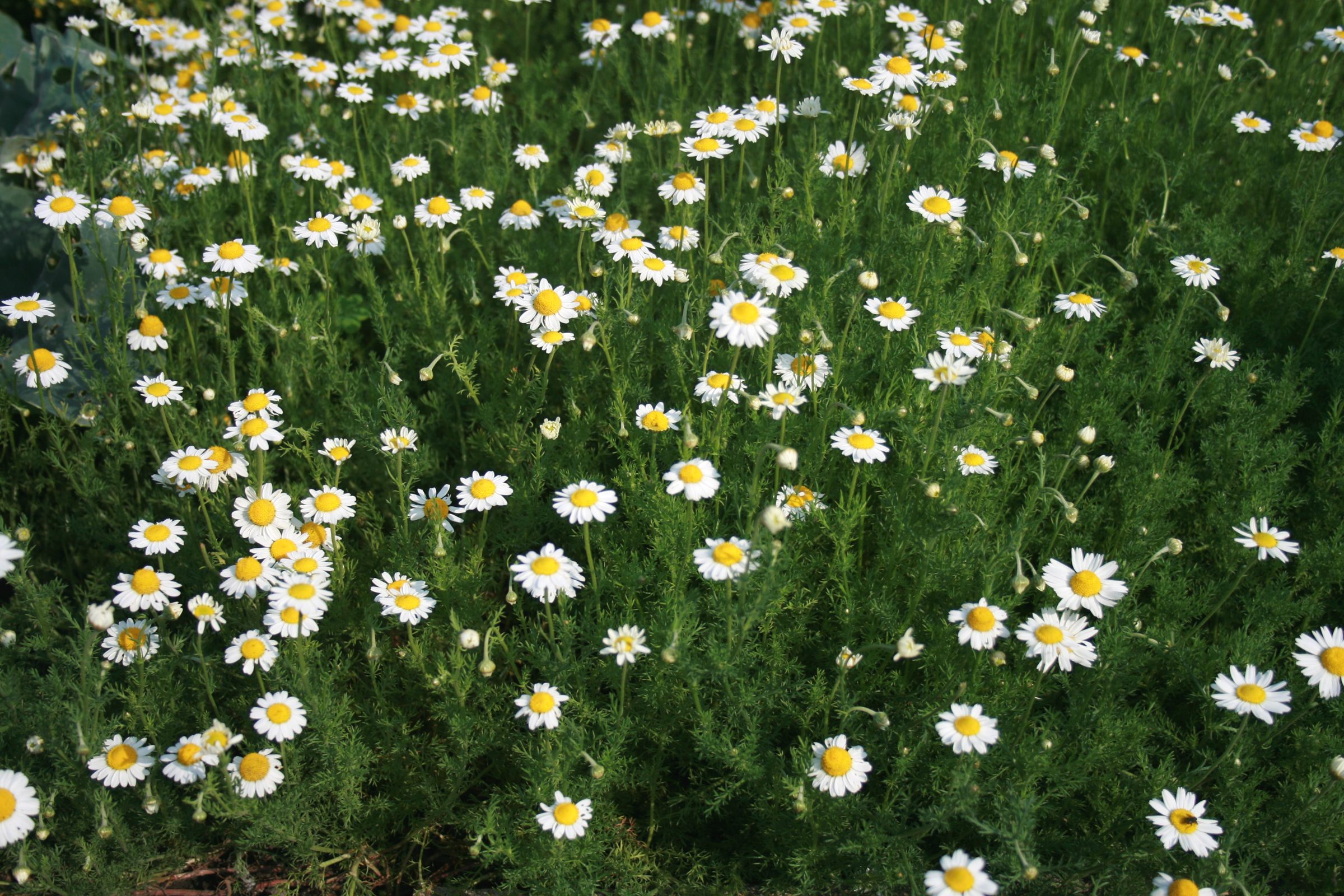
果香菊

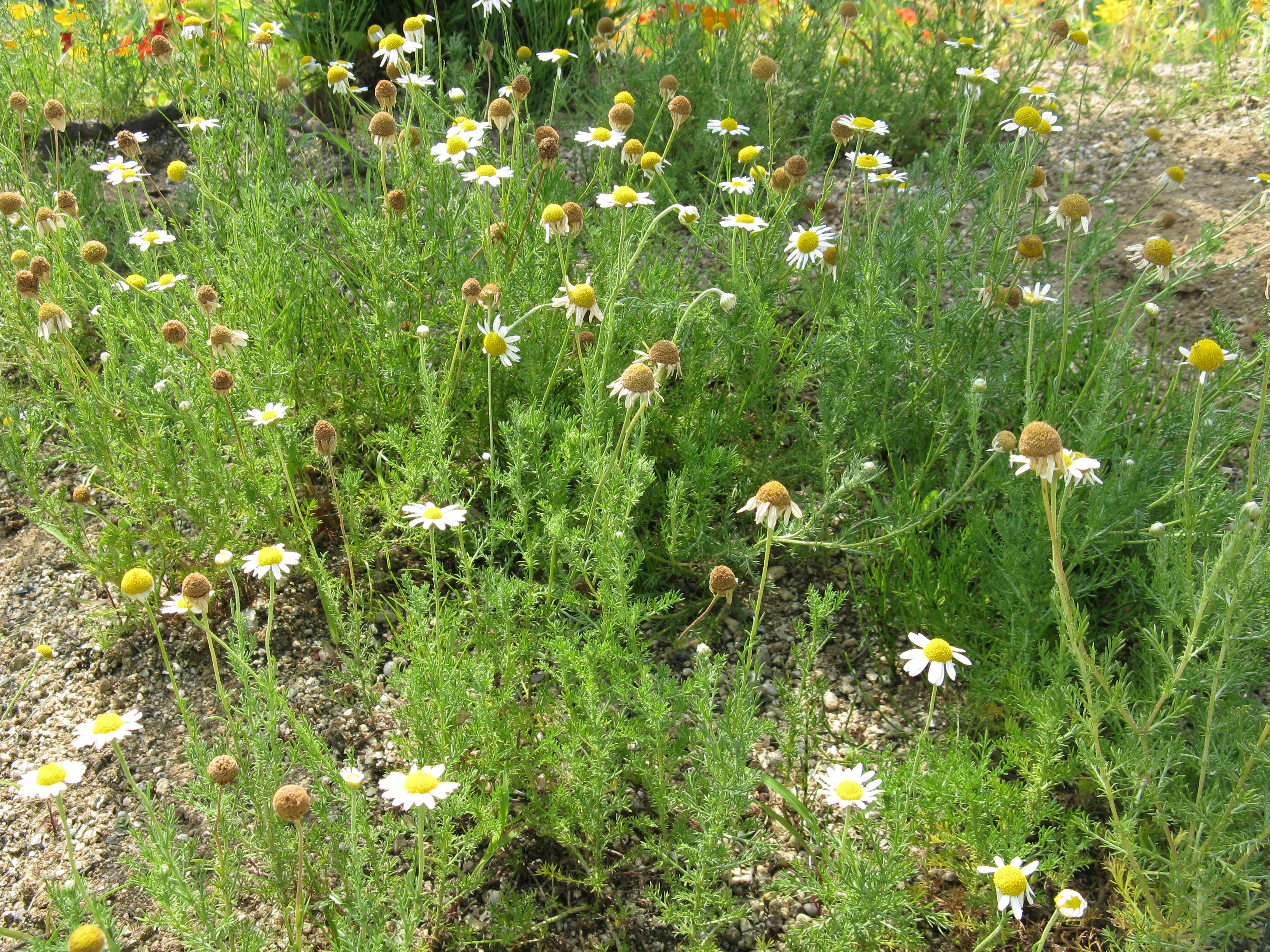
果香菊

果香菊是一种能够忍受多种生长环境的草本植物，它有很强烈的香味。它可以达到15到30厘米高度。部分茎上有毛。花茎分叉，没有花的短茎不分叉。
叶修长，主脉两分或三分。分开的叶尖长。
花的茎长，花生在茎的末段。花的直径在18到25毫米间。花托4至6毫米，半球状。花萼重叠，长形或卵形，紧贴花瓣，有毛，绿色，花萼的边缘透明。花底锥形。花瓣的端部圆形，中央有一道绿色的纹路，边缘透明。
雌性的花呈舌状，约10毫米长，白色。花里常常没有雌花。雄花管状，有黄色的花冠，斜的花粉袋环绕花冠。花期是从7月到10月。
种子1到1.3毫米长，截面圆形，表皮棕色光滑。
果香菊的染色体数目为2n=18。

## 成分
果香菊含倍半萜内酯，其中主要为果香菊素。此外它还含有黄酮类化合物、蒎烯、柠烯和红没药醇。
主要成分是擁有鎮靜效果和消炎作用的酯類。

## 分布
果香菊生长在西欧，向北一直到北爱尔兰。它最早的生长地区在亚速尔群岛、摩洛哥、阿尔及利亚、葡萄牙、西班牙、法国、英国、爱尔兰和海峡群岛。產地主要為法國。人把它带到马德拉岛上。人也把它带到其它欧洲国家里，但是在那里它无法长期生长。在中欧它最向东的生长地区位于比利时。

## 应用

### 医疗

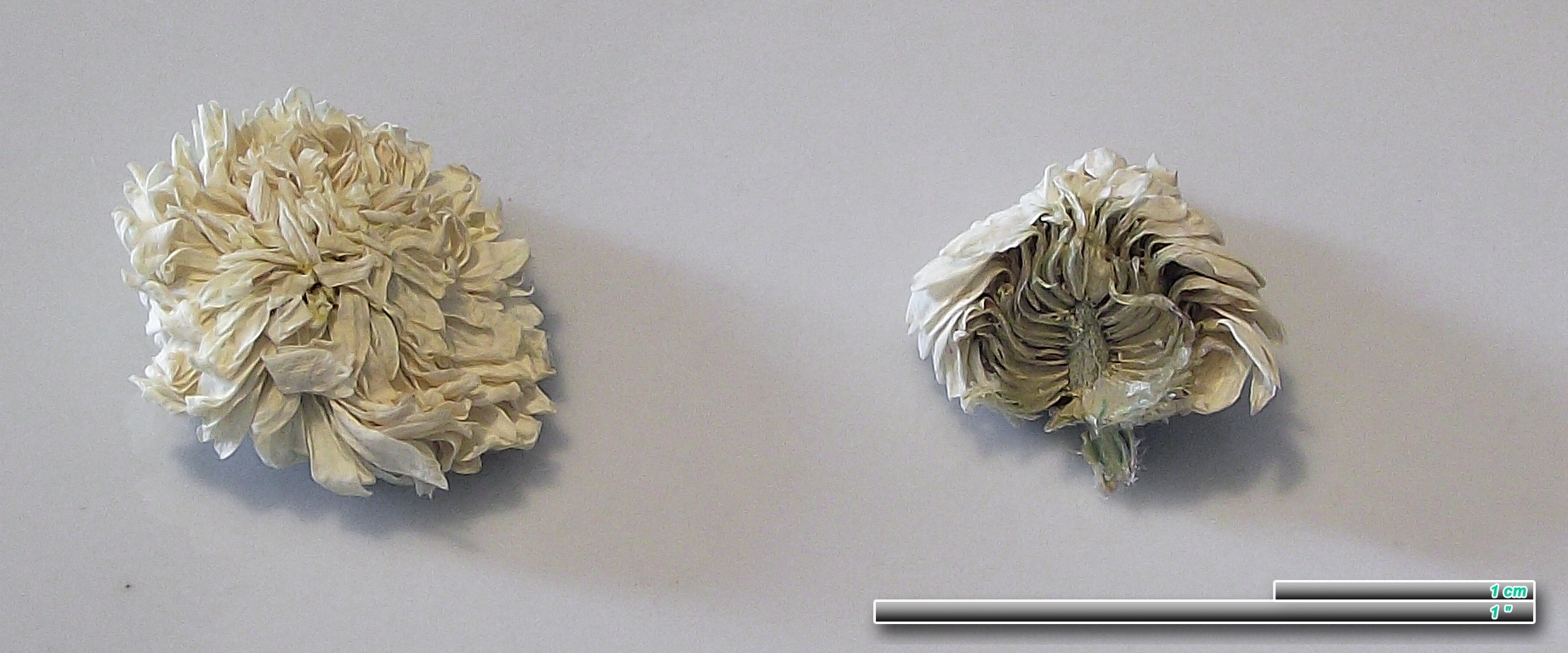
做成药花的果香菊

在西欧，尤其在法国、比利时和英国，果香菊和德国果香菊的用法相同。果香菊的花被当作生药使用，这样的药必须含有一定成分的精油。在西欧它主要用来帮助处理月经导致的不适以及消化不良。此外它还被用来冲洗伤口以及治疗口腔的炎症。
温暖的果香菊水可以把金发的颜色变淡。
由於果香菊水可解除焦慮或不安，讓心情舒坦，因此歐美國家也常用於「心理諮商」治療等。

### 园艺
果香菊有两种培育的种类：
- 不开花的英国草坪果香菊
- 开白花的复瓣果香菊

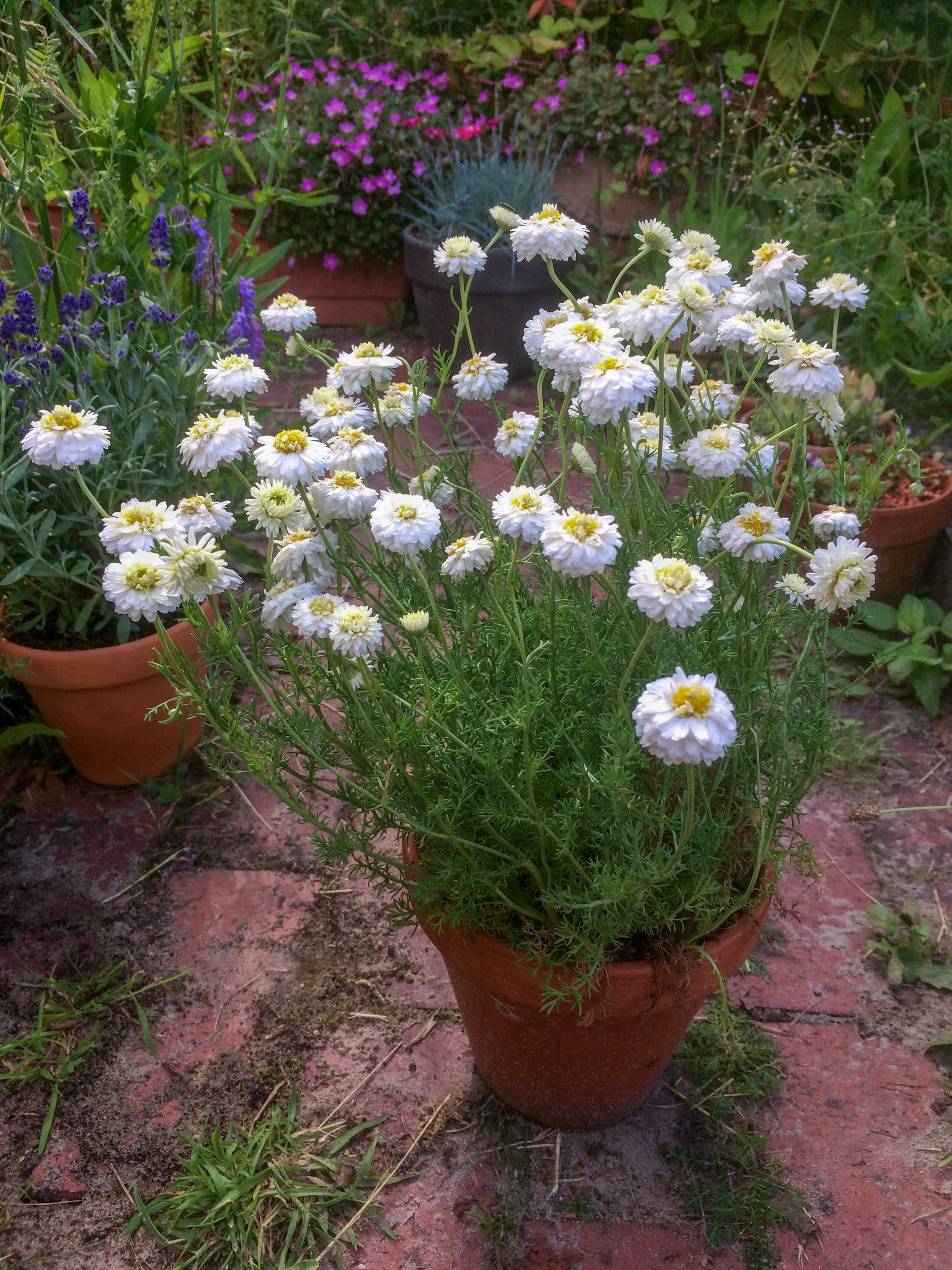
开放的果香菊

两个种类都可以用来做香草坪。在这样的草坪上果香菊等有香味的低的草药取代草坪的草。这些草药能够自己繁殖，形成厚的草地。
这两个种均无法有性繁殖。它们通过根繁殖。
有著類似青蘋果的甜酸味香氣，在精神不佳時可成為轉換情緒的配方。果香菊的名字來源於踩踏後產生的蘋果香氣。羅馬洋甘菊是終年生匍匐生長且花蕊凸出。

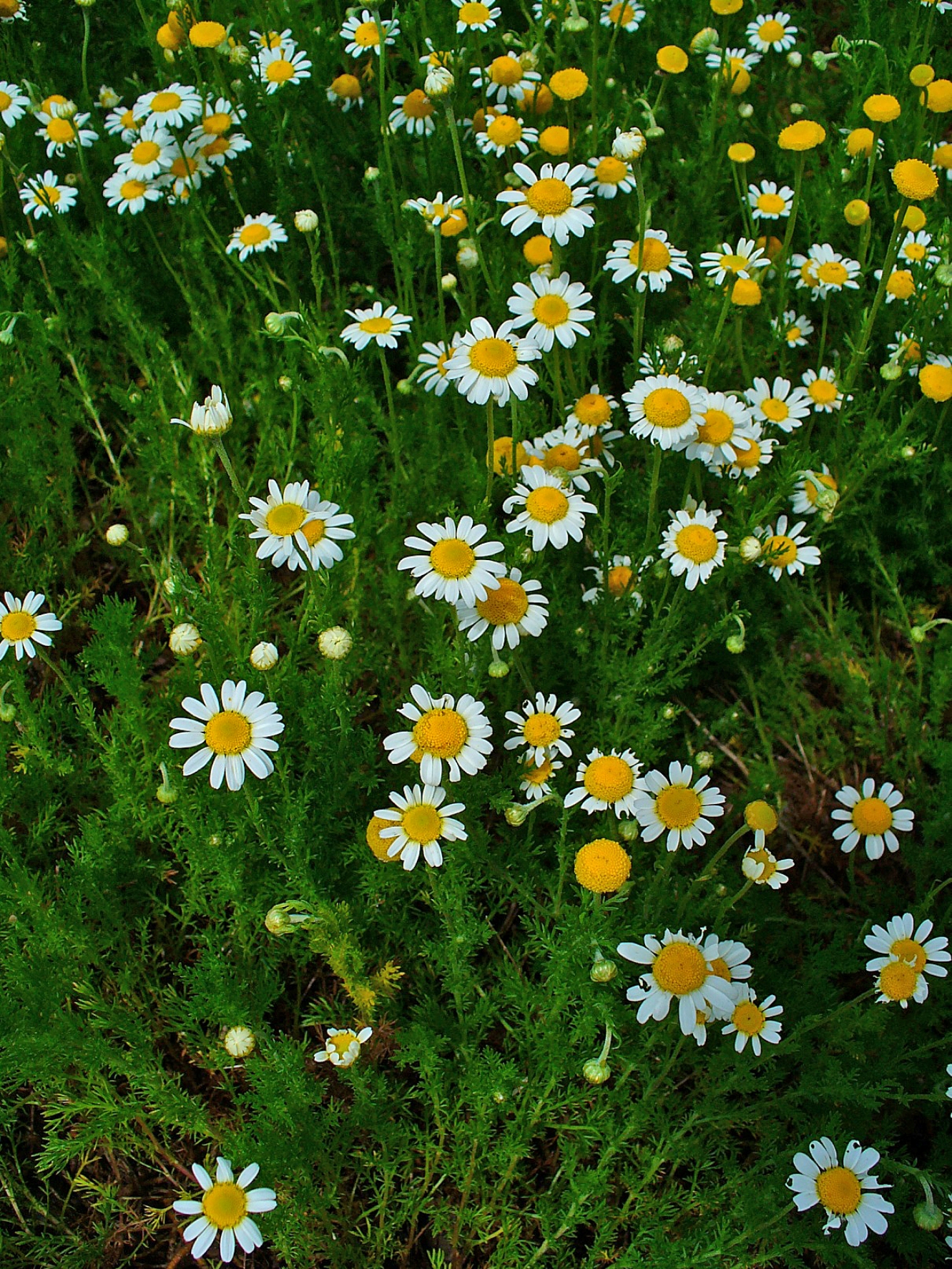
植株
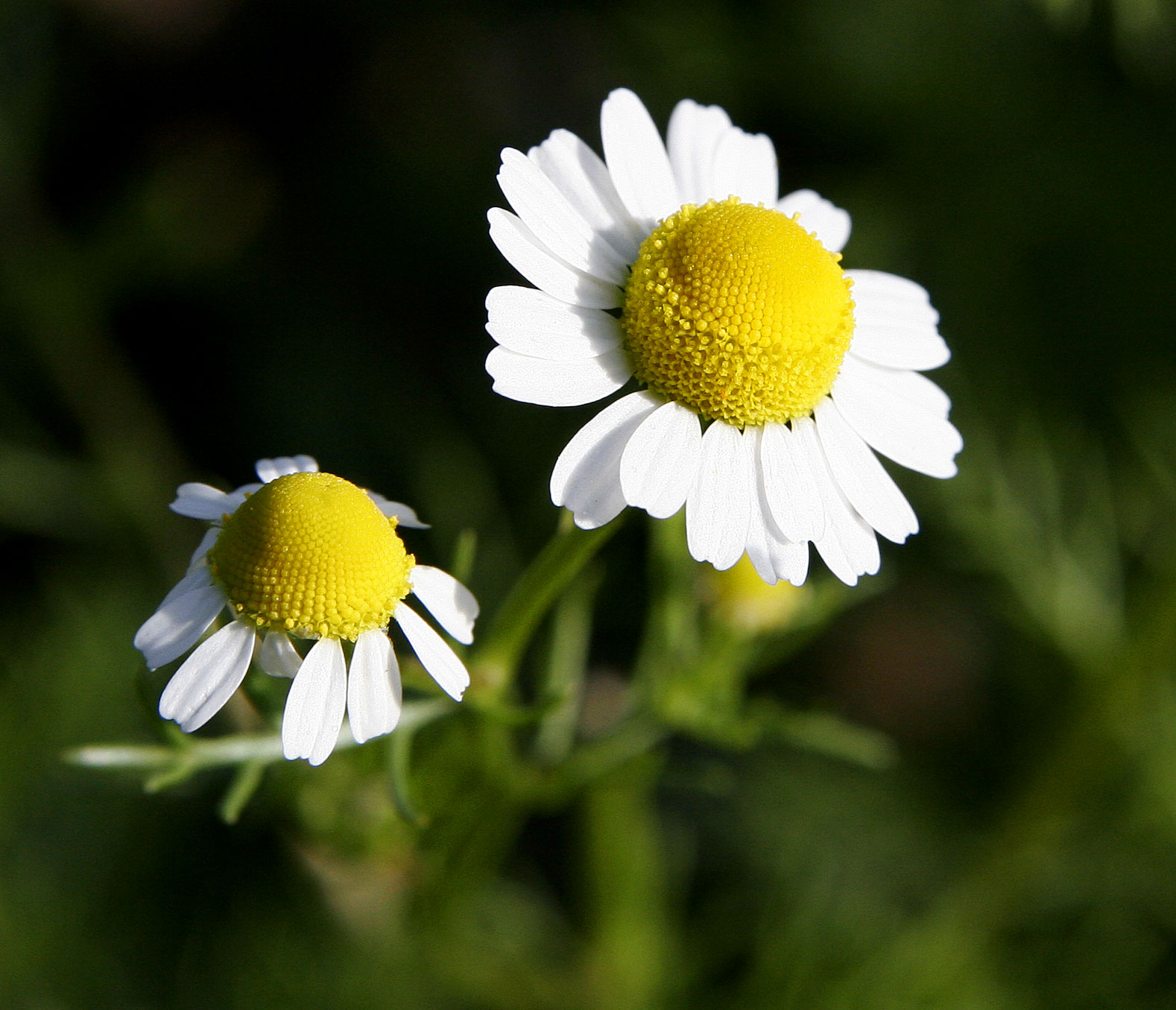
花
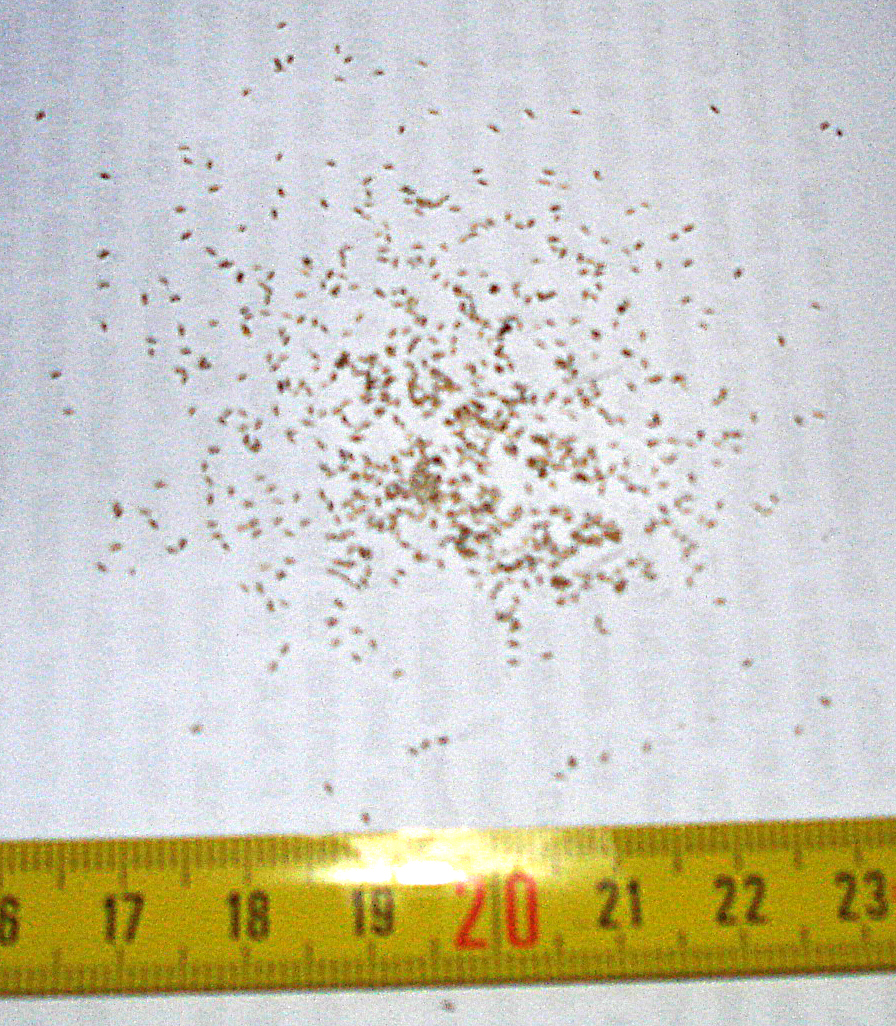
種子

## 萃取方法
以水蒸氣蒸餾，中等揮發度

## 療效
緩和頭痛、牙痛、生理痛和關節痛、改善消化不良、飽漲感和便秘、止痛、鎮靜、抗炎症、抗過敏、調整自律神經。能激勵因煩惱而頹喪的心境。抑制消沈的感情，誘引進入舒適的睡眠。還能改善粗糙肌膚、乾燥肌膚和青春痘肌膚。

## 书籍
- Siegmund Seybold (Hrsg.): Schmeil-Fitschen interaktiv (CD-Rom), Quelle & Meyer, Wiebelsheim 2001/2002, ISBN 3-494-01327-6